# 美国革命共产党
美国革命共产党（英語：Revolutionary Communist Party, USA），简称美革共（RCP, USA），是美国的一个毛派政党，主席是鲍勃·阿瓦基安。

## 历史
1968年，“湾区革命联盟”在加利福尼亚州成立。1971年，“湾区革命联盟”召开全国代表大会，改称“革命联盟”。1975年，“革命联盟”重组为“美国革命共产党”。
美革共成立初期（包括其前身“革命联盟”），与中国共产党关系非常密切，但两党在1978年断绝了往来。1979年初邓小平访美时，美革共还在党主席鲍勃·阿瓦基安的带领下，在华盛顿等地举行了反对邓小平访美的示威游行，甚至还组织过试图暗杀邓小平的活动。阿瓦基安因此遭美国政府逮捕，后被驱逐出美国；1981年，阿瓦基安逃往法国；此后，他就一直在法国领导美革共的活动。
美国革命共产党高度正面评价毛泽东所发动的文化大革命。认为改革开放后的中国是背叛了毛澤東思想的修正主义国家，宣称：“1976年后中国的修正主义势力不仅继续标榜为共产主义者，而且还更具体的自称为毛泽东革命路线和革命遗产的继承者。为了响应（革命的）伟大的需要，为了拒绝顺应中国也已发生的一切，鲍勃·阿瓦基安（美革共主席）承担了科学分析中国所发生的一切及此中原因的使命，并努力解释（中国）修正主义政变和资本主义复辟发生的缘由。”

## 政治立場
美革共起源於 20 世紀 70 年代新左派的毛主義政治組織。20世紀90年代，其政治意識形態是馬列毛主義。今天, 其政治意識形態的框架是阿瓦基安的“新綜合”（或“新共產主義”），它認為這是革命理論的進步；毛派人士對此展開了爭論。美革共成員是無神論者並聲稱強調科學方法。
美革共領導層表示“這個制度不能被改革，必須被推翻”，並且不加入慈善機構，也不參與選舉，而是組織全面革命，用社會主義制度取代資本主義制度，其目標是為了實現全球共產主義。它的目標不是“讓美國成為社會主義國家”，而是“一個沒有美國及其所代表的一切的世界”。
自二十一世紀零零年代以來，阿瓦基安的“新共產主義”是美革共的思想框架，它認為這是馬列毛主義的科學進步。在此之前, 該黨是革命國際主義運動的創始成員黨。

### 個人崇拜
作為關於對1979年鄧小平進行審判的抗議的轉向的一部分，美革共開始圍繞阿瓦基安發展個人崇拜。其目標是既增加對阿瓦基安在法律領域的支持，同時也使美革共成為一個更具革命性的組織，受到斯大林統治、毛澤東崇拜和最近的Free Huey ！Avakian 和公司參與了該活動。依靠格奧爾基·普列漢諾夫的理論，並將个人崇拜的發展視為一種有科學依據的組織戰略，阿瓦基安被提出成為一個具有傳奇色彩的人物來振興該團體。
左派和廣大公眾經常將美革共視為圍繞阿瓦基安的小型邪教。這種看法在2014 年的《獨立報》 、2016 年的《Harper's》、2017 年的《Mic》和 2022 年的《Vice》雜誌雜誌中都能夠看到到了這種看法。左派人士和左翼團體、有組織的勞工和抗議活動聲稱美革共是邪教。2016 年，USLAW前國家協調員邁克爾·艾森舍爾（Michael Eisenscher）聲稱 美革共主要是“圍繞阿瓦基安的邪教”。2022年6月, 由二十三個支持擁有墮胎權、女權主義和互助團體組成的聯盟發表聲明，譴責美革共及其附屬組織「為墮胎權挺身而出」（Rise Up 4 Abortion Rights），當中將美革共描述為邪教。
美革共成員將該組織視為圍繞阿瓦基安的個人崇拜組織。美革共的出版物宣稱，美革共和阿瓦基安鼓勵對其觀點和廣泛問題進行爭議和認真辯論，參與大量辯論和爭論，同時也對破壞性指控採取強硬立場和為所謂的“人類解放”進行原則性對話並建立具有團結性的場所。

### LGBT問題
二十世紀七十年代至八十年代，美革共將同性戀者稱為“小資產階級”人士，並且禁止LGBT人士入黨。這種觀點與宗教偏執狂和原教旨主義者反對同性戀和攻擊同性戀的公開路線並存，並且在當時與新共產主義運動和更廣泛的馬克思列寧主義運動的眾多團體是一致的。該黨反對同性戀的政策於2001年被終止。美革共綱領現在要求充分承認LGBT權利作為實現社會主義的基本要素。